# Aldo Busi

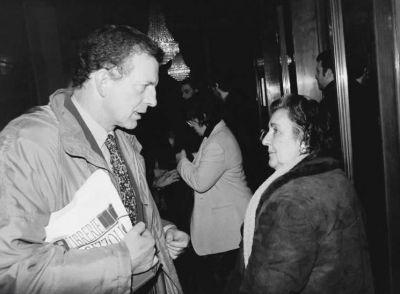
Aldo Busi con la poeta Alda Merini.

Aldo Busi (Montichiari, Italia; 25 de febrero de 1948) es un escritor y traductor italiano famoso por su invención lingüística, por sus posiciones anticlericales y por sus traducciónes de inglés, alemán e italiano antiguo que incluyen Johann Wolfgang von Goethe, Meg Wolitzer, Giovanni Boccaccio, Baltasar Castiglione, Friedrich Schiller, Christina Stead, Ruzante.

## Biografía

### Juventud y formación literaria
Crece en condiciones de pobreza con el padre, la madre y los hermanos haciéndose notar por su predisposición a escribir. A los 14 años es obligado de su padre, titular de una taberna, a abandonar la escuela y empieza a trabajar como camarero en varios lugares en el lago de Garda. Seguidamente, se muda a Milán, donde en 1968 obtiene la exención del servicio militar gracias al artículo 28/a que dispensa los homosexuales declarados.
Decide de ir a vivir al extranjero, antes a Francia (1969-1970), después a Gran Bretaña (1970-1971), a Alemania (1971-1972 y 1974), a España (1973) y a los Estados Unidos (1976) trabajando como camerero, basurero, portero de noche o sirviente. Aprende varios idiomas (francés, inglés, alemán, español) y sigue a revisar Il Monoclino (su primera novela que en 1984 será publicada con el título definitivo Seminario sobre la juventud).
Vuelto a Italia trabaja ocasionalmente como intérprete (experiencia que inspirará a su segunda novela Vida estándar de un vendedor ocasional de leotardos) y empieza sus primeras traducciones del inglés y del alemán. Al mismo tiempo se gradúa por una secundaria de Florencia en 1976 y se licencia en 1981 por la Universidad de Verona con una tesis sobre el poeta John Ashbery.
Sus influencias literarias son ajenas a la tradición italiana. Sus padres espirituales son, entre otros, Laurence Sterne, Gustave Flaubert, Arthur Rimbaud, Herman Melville, Nathaniel Hawthorne, Miguel de Cervantes y Marcel Proust. Admira también, no tanto por su obra como por su personalidad, a Oscar Wilde.

### La madurez: el novelista, el ensayista, el traductor
Busi pone la novela en el centro de su producción (escribió siete) porque la considera la forma más alta de literatura para complejidad estructural, contenido estético y flexibilidad expresiva. Atento observador de la sociedad y de las costumbres, en particular los italianos, sus personajes reflexionan un profundo análisis interior, y el contexto de las historias está descrito con un vívido realismo impresionista.
Militante político de la izquierda, feminista y activista homosexual, publicó una serie de cinco ensayos «del milenio» y seis manuales «para una perfecta humanidad» que analizan las cuestiones sociopolíticas contemporáneas cruciales y ofrecen algunas sugerencias para manejarlas en la vida cotidiana.
Ardiente polemista, sus opiniones sobre religión, sexualidad y política han provocado encendidos debates en Italia, incluso procesos judiciales, como sucedió tras la publicación de Sodomías en cuerpo 11, cuando fue denunciado por obscenidad a causa de las «escenas de sexo fines en sí mismas» descritas en el libro (el proceso concluyó con la absolución del autor).
Su producción literaria incluye también siete reportajes de viajes, dos novelas cortas, una colección de cuentos, dos fábulas, una obra de teatro, un guion, un cancionero y dos autobiografías.
Viajero de los cinco continentes, sus reportajes también contribuyeron notablemente a su fama de atento narrador y observador.
Ocasionalmente colabora con diarios y revistas.
Su búsqueda personal como estudioso de lenguas y como traductor de los idiomas extranjeros lo llevó a traducir también a italiano moderno algunas obras del Medioevo y del Renacimiento italiano como el Decamerón de Boccaccio, El cortesano de Castiglione (con Carmen Covito), Ruzante, y El novellino de autor anónimo del XIII siglo (con Carmen Covito).
Según Busi muchos clásicos de la literatura italiana, incluida la Divina Comedia, hoy en día son más conocidos en el extranjero que en Italia porque la actualización de la lengua no se ha aún vuelto una costumbre en el horizonte literario italiano.
Por su traducción a italiano moderno del Decamerón en 2013 recibirá el Premio Letterario Boccaccio.
Siguiendo la misma filosofía de actualización de la lengua, entre 1995 y 2008 Busi dirige por el editor Frassinelli una serie de algunos clásicos
de las más importantes literaturas modernas que propone nuevas traducciones y donde los traductores son liderados a usar todos los patrones de discurso de la lengua contemporánea.
Entre 2004 y 2009 conduce también el programa TV de literatura Amici libri (Amigos libros) dentro de un talent show, donde desempeña también el papel de profesor de cultura general.
En 2006 el crítico literario Marco Cavalli escribe la primera monografía sobre Aldo Busi con el título Busi in corpo 11, donde describe, analiza y comenta la obra completa del escritor.
En 2010 participa en el programa L'isola dei famosi, un reality show en una isla de Nicaragua. Sus afirmaciones sobre la política italiana y la Iglesia católica le causan de ser exiliado de todos los programas de la televisión estatal.

### El inmovilismo de Italia y la «huelga de la escritura»
A mediados de los años 2000 el escritor declara que está cansado y decepcionado del inmovilismo de la cultura y de la política de su país.
Sostiene también que su obra
fue boicoteada de Italia y decide de retirarse de la escritura, al menos de la escritura orgánica de la novela.
Por eso, en los años siguientes sus publicaciones son mucho más esporádicas y limitadas a algunas obras menores y a viejo material revisionado. La única excepción está representada por la novela El especialista de Barcelona que, según él, es totalmente inesperado al escritor mismo, y que, no es casualidad, habla también de la lucha de un escritor contra un libro que quiere ser escrito.

## Obra literaria
En España se han publicado los siguientes títulos:
- Seminario sobre la juventud (Seminario sulla gioventú), traducción de Joaquín Jordá, Barcelona, Anagrama, 1987, ISBN 978-84-339-3097-2
- Vida estándar de un vendedor ocasional de leotardos (Vita standard di un venditore provvisorio di collant), traducción de Alberto Villalba, Barcelona, Península Ediciones, 1988, ISBN 8429727914
- La delfina bizantina (La delfina bizantina), traducción de César Palma, Barcelona, Península Ediciones, 1989, ISBN 8429730052
- Sodomías en cuerpo 11 (no viaje, no sexo y escritura) (Sodomie in corpo 11 (non viaggio, non sesso e scrittura)), traducción de César Palma, Barcelona, Península Ediciones, 1990, ISBN 8429731598
- Manual de la perfecta gentildama (Manuale della perfetta gentildonna), traducción de Jordi Virallonga Eguren, Barcelona, Editorial Lumen, 1997, ISBN 84-264-1246-7
- Suicidios debidos (Suicidi dovuti), traducción de José Luis Trullo, Barcelona, Edhasa, 2002, ISBN 9788435008242

## Traducciones
Entre las traducciones más importantes de Busi, figuran las siguientes:
- Las penas del joven Werther (I dolori del giovane Werther) de Johann Wolfgang von Goethe.
- Alicia en el país de las maravillas (Alice nel paese delle meraviglie) de Lewis Carroll.
- Intriga y amor (Intrigo e amore) de Friedrich Schiller.

También ha adaptado al italiano moderno obras clásicas de la literatura de su país, como El cortesano de Baldassarre Castiglione (con Carmen Covito) y el Decamerón de Boccaccio.